# الجوادين
الجوادين هي ناحية في شمال غرب قضاء الكاظمية شمال محافظة بغداد، اسمها وفقاً للبلدية الجوادين واسمها وفقاً لدائرة التسجيل العقاري مقاطعة سبع البور، وهي في الجزء الشمالي الغربي، على بعد حوالي 40 كم من مركز محافظة بغداد، التي تعد واحدة من ضواحيها الشمالية. يسورها عدد من المناطق والقرى مثل منطقة التاجي، والشيخ عامر وقرية البصام. أنشئت المنطقة في ثمانينات القرن العشرين، إبان الحرب العراقية الإيرانية حيث تم توزيع أراضيها على عوائل الشهداء والأسرى، وسبب قيام المنطقة هو إنشاء مشروع ذراع دجلة ومقتضيات قانون الإصلاح الزراعي.

## أحياء سبع البور
سبع البور مقاطعة واحدة، كانت تابعة لناحية التاجي، حدود سبع البور شرقاً مقاطعة أبو عظام وشمالاً مشروع ذراع دجلة وهور الباشا ومحافظة الأنبار، وغرباً قضاء أبو غريب، عدد سكانها 51998، منهم 48898 في بيئة حضرية، و3100 في بيئة ريفية، وفي سبع البور منطقتان سكنيتان، حي النصر شمالاً وحي الصمود جنوباً، وفيها 5 قرى.

### محلات سبع البور
| حي النصر                       | حي النصر                       | حي النصر                       | حي النصر   | حي النصر   |
| ------------------------------ | ------------------------------ | ------------------------------ | ---------- | ---------- |
| اسم الناحية                    | البيئة                         | اسم الحي السكني                | رقم المحلة | عدد السكان |
| سبع البور                      | حضر                            | حي النصر                       | 101        | 297        |
| سبع البور                      | حضر                            | حي النصر                       | 103        | 4,733      |
| سبع البور                      | حضر                            | حي النصر                       | 105        | 3,050      |
| سبع البور                      | حضر                            | حي النصر                       | 107        | 5,010      |
| سبع البور                      | حضر                            | حي النصر                       | 109        | 3,600      |
| سبع البور                      | حضر                            | حي النصر                       | 111        | 1,400      |
| سبع البور                      | حضر                            | حي النصر                       | 113        | 4,430      |
| سبع البور                      | حضر                            | حي النصر                       | 115        | 2,840      |
| سبع البور                      | حضر                            | حي النصر                       | 117        | 2,230      |
| سبع البور                      | حضر                            | حي النصر                       | 119        | 1,565      |
| المجموع                        | المجموع                        | المجموع                        | 29,155     | 29,155     |
| حي الصمود                      |                                |                                |            |            |
| اسم الناحية                    | البيئة                         | اسم الحي السكني                | رقم المحلة | عدد السكان |
| سبع البور                      | حضر                            | حي الصمود                      | 102        | 2,249      |
| سبع البور                      | حضر                            | حي الصمود                      | 104        | 605        |
| سبع البور                      | حضر                            | حي الصمود                      | 106        | 638        |
| سبع البور                      | حضر                            | حي الصمود                      | 108        | 2,065      |
| سبع البور                      | حضر                            | حي الصمود                      | 110        | 1,630      |
| سبع البور                      | حضر                            | حي الصمود                      | 112        | 1,320      |
| سبع البور                      | حضر                            | حي الصمود                      | 114        | 3,301      |
| سبع البور                      | حضر                            | حي الصمود                      | 116        | 2,320      |
| سبع البور                      | حضر                            | حي الصمود                      | 118        | 1,185      |
| سبع البور                      | حضر                            | حي الصمود                      | 120        | 2,825      |
| سبع البور                      | حضر                            | حي الصمود                      | 121        | 170        |
| سبع البور                      | حضر                            | حي الصمود                      | 122        | 1,435      |
| المجموع                        | المجموع                        | المجموع                        | 19,743     | 19,743     |
| مجموع سكان حي النصر وحي الصمود | مجموع سكان حي النصر وحي الصمود | مجموع سكان حي النصر وحي الصمود | 48,898     | 48,898     |

| اسم الناحية            | البيئة                 | اسم القرية             | عدد السكان |
| سبع البور              | ريف                    | قرية ساجت العلي الصالح | 915        |
| سبع البور              | ريف                    | قرية علي الزكم         | 795        |
| سبع البور              | ريف                    | قرية أحمد حميد         | 589        |
| سبع البور              | ريف                    | قرية حميد الفريج       | 584        |
| سبع البور              | ريف                    | سكن متناثر             | 217        |
| مجموع سكان القرى الخمس | مجموع سكان القرى الخمس | مجموع سكان القرى الخمس | 3,100      |

## أحداث 2014
تعرضت ناحية سبع البور إلى الكثير من الهجمات من داعش الذي سيطر على الكثير من المناطق في 2014، وأصبحت المنطقة معرضة للخطر حيث قصفت من قبل التنظيم عدت مرات وتعرضت إلى الكثير من الانتحارين حيث تم تفجير سوق المنطقة مرتين وتعرضت لعدة من التفجيرات لكن المنطقة أصبحت آمنة في نهاية 2015، بعد سيطرة الجيش العراقي على المناطق المحيطة بها.